# La Senna festeggiante
La Senna festeggiante (El Sena en fiestas), RV 693, también llamada La sena festeggiante, es una serenata para 3 cantantes solistas y orquesta que tiene la longitud de una pequeña ópera. La música fue compuesta por Antonio Vivaldi según un libreto de Domenico Lalli. Fue dedicada al rey de Francia Luis XV, se interpretó por primera vez posiblemente el año 1726 en Venecia.

## Argumento
Los tres personajes principales son El Sena, La Edad de Oro y La Virtud, los cuales tras no hallar el camino de la felicidad se encuentran en las orillas del río Sena. El tema principal es un elogio de Francia y su monarquía.

## Estructura de la obra
- Sinfonía
  - Allegro
  - Andante molto
  - Allegro molto

- Parte I
  - Coro: L'Età dell'Oro, La Virtù, La Senna: Della Senna in
  - Recitativo: L'Età dell'Oro: Io, che raminga errante
  - Aria: L'Età dell'Oro: Se qui pace tal'hor và cercando
  - Recitativo: La Virtù: Anch'iò raminga errando
  - Aria: La Virtù: In quest'onde
  - Recitativo: La Senna: Illustri amiche
  - Aria: La Senna: Qui nel profonde del cupo fondo
  - Recitativo: L'Età dell'Oro, La Virtù: Si, si, già che tu
  - Dueto: L'Età dell'Oro, La Virtù: Potrem fra noi la pace
  - Recitativo: La Senna, L'Età dell'Oro, La Virtù: Tutto mu
  - Aria: La Virtù: Vaga perla benchè sia dell'Aurora bianca
  - Recitativo: L'Età dell'Oro: Tal di me parlo ancora
  - Aria: L'Età dell'Oro: Al mio seno il pargoletto
  - Recitativo: La Virtù, L'Età dell'Oro: Della ferrea stagi
  - Dueto: L'Età dell'Oro, La Virtù: Qui per darci amabil p
  - Recitativo: La Senna: Ma rimirate amiche
  - Aria: La Senna: L'alta lor gloria immortale
  - Recitativo: L'Età dell'Oro, La Virtù, La Senna: O, di qu
  - Coro: L'Età dell'Oro, La Virtù, La Senna: di queste selv

- Overtura
  - Adagio
  - Presto-Adagio
  - Allegro molto)

- Parte II
  - Recitativo: La Senna: Ma già ch'unito in schiera
  - Aria: La Senna: Pietà, dolcezza, fanno il suo volto
  - Recitativo: L'Età dell'Oro, La Virtù: Non si ritardi
  - Aria: La Virtù: Stelle, con vostra pace
  - Recitativo: La Senna, L'Età dell'Oro, La Virtù: Vedrete
  - Dueto: L'Età dell'Oro, La Virtù: Io que provo si caro d
  - Recitativo: Part 2: La Virtù: Quanto felici siete
  - Aria: La Virtù: Cosi sol nell'aurora
  - Recitativo: La Senna, La Virtù, L'Età dell'Oro: Ma giunt
  - Aria: L'Età dell'Oro: Non fu mai più vista in soglio
  - Coro: L'Età dell'Oro, La Virtù, La Senna: Il destino, la